# Gräberfeld von Lilla Ihre

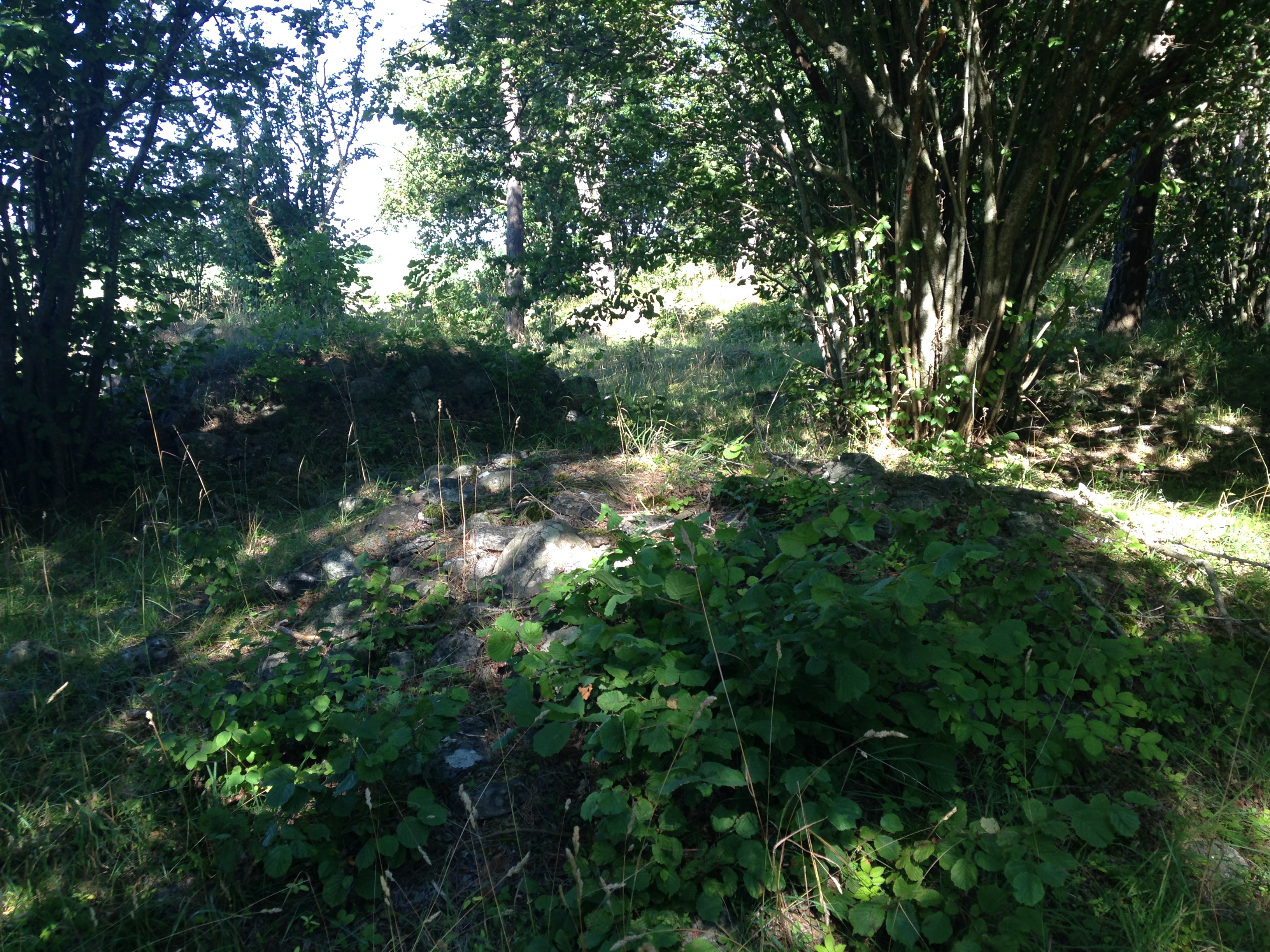
Gräberfeld von Lilla Ihre

Das Gräberfeld von Lilla Ihre (deutsch „Klein Ihre“) liegt neben der Straße zwischen den Höfen Takstens in Lärbro und Stora Ihre in Hellvi, südöstlich des Hofes Lilla Ihre, auf der schwedischen Insel Gotland. Den Grabformen nach zu urteilen, wurde das Gräberfeld von der späten Eisenzeit bis in die Wikingerzeit (etwa 400 bis 1050 n. Chr.) benutzt. Der älteste Teil, mit Gräbern aus der Eisenzeit liegt im Nordwesten. Die Gräber der Wikingerzeit befinden sich im südöstlichen Teil. 
Lilla Ihre ist mit über 600 sichtbaren runden Steinsetzungen und Steinhügelgräbern nach Lilla Bjärs eines der größten Gräberfelder Gotlands. Ursprünglich lag es in einem Gehölz südlich der alten Straße von Takstens nach Stora Ihre. Die heutige Straßenführung entstand zu Beginn der 1930er Jahre, wobei Teile des Gräberfeldes zerstört wurden. Im Zusammenhang mit der Straßenverlagerung wurden Untersuchungen durchgeführt, die später durch wissenschaftliche Untersuchungen unter Leitung von Mårten Stenberger ergänzt wurden. Dabei stieß man auch auf Bildsteine des älteren Typs. Teile des reichhaltigen Fundmaterials, u. a. Waffen und Schmuck (Fischkopfhülsen), sind in der ständigen Ausstellung im Länsmuseum Gotlands Fornsal in Visby zu sehen. 